# True Tiger
True Tiger ist ein Dubstep-DJ- und Produzententeam aus Watford und Essex.

## Karriere
2004 schlossen sich mehrere DJs aus dem Raum London als True Tiger zusammen. Sie treten nicht nur gemeinsam auf, sondern produzieren auch andere Interpreten und erstellen Remixe. Dazu haben sie mit True Tiger Recordings ein eigenes Plattenlabel.
Zu den Künstlern, für die True Tiger tätig sind, gehören Taio Cruz, Ed Sheeran, Tinchy Stryder und Kelly Rowland, besondere Aufmerksamkeit bekam ihre Produktion der Single Jungle von Professor Green. Dieser revanchierte sich 2011 und nahm mit ihnen und Newcomer Maverick Sabre die Single In the Air auf. Damit hatte das Quartett einen kleineren Charthit in ihrer Heimat.

## Mitglieder
- Alexander Gowers
- Blue Bear
- Sukh Knight
- Stanza

## Diskografie
Singles
- Slang Like This (True Tiger featuring P Money, 2010)
- In the Air (True Tiger featuring Professor Green & Maverick Sabre, 2011)